# Người tù ở Vatican
Người tù ở Vatican (tiếng Ý: Prigioniero nel Vaticano; tiếng Latinh: Captivus Vaticani; tiếng Anh: Prisoner in the Vatican) hoặc Tù nhân của Vatican, là cách mà các Giáo hoàng tự gọi bản thân mình khi lực lượng vũ trang Vương quốc Ý của Nhà Savoy chiếm thành phố Roma vào ngày 20/09/1870 cho đến khi Hiệp ước Lareran được ký kết vào ngày 11/02/1929. Việc sáp nhập Lãnh địa Giáo hoàng được xem là một phần của việc thống nhất Bán đảo Ý, trong đó đánh chiếm thành phố Roma đã chính thức chấm dứt thời kỳ thống trị hơn 1 thiên niên kỷ của các Giáo hoàng đối với miền Trung nước Ý và cho phép Roma được chỉ định là thủ đô của quốc gia mới - Vương quốc Ý. Mặc dù, người Ý không chiếm các công trình trên Đồi Vatican, chúng được phân định bởi các Bức tường Leonine (Leonine city/Leonine walls), chính phủ Ý đề nghị thành lập một nhà nước thành bang trong khu vực này, nhưng các Giáo hoàng từ Piô IX đến Piô XI không đồng ý, và tự cho mình là tù nhân của Vương quốc Ý.
Khi Chủ nghĩa dân tộc tràn qua Bán đảo Ý vào thế kỷ XIX, các nỗ lực thống nhất nước Ý đã bị ngăn chặn một phần bởi Nhà nước Giáo hội, vốn kiểm soát miền Trung bán đảo, bao gồm cả thủ đô của Đế chế La Mã xưa. Lãnh địa Giáo hoàng có thể chống đỡ các nỗ lực bị xâm lược phần lớn nhờ vào ảnh hưởng của Giáo hoàng đối với các nhà lãnh đạo của các cường quốc châu Âu như Vương quốc Pháp của Nhà Bourbon và Đại công quốc Áo của Nhà Habsburg. Khi quân đội Ý tiến vào Roma, chính phủ Ý được cho là có ý định để giáo hoàng giữ một phần của Roma trên ngọn Đồi Vatican ở phía Tây Tiber, được gọi là Thành phố Leonine do những bức tường của nó được xây dựng bởi Giáo hoàng Lêô IV, nhưng Pius IX từ chối. Một tuần sau khi tến vào Roma, quân đội Ý đã chiếm toàn bộ thành phố, ngoại trừ Vatican Hill, nơi Giáo hoàng đang lưu trú. các công dân của thành phố Roma đã thực hiện một cuộc trưng cầu quyết định gia nhập Vương quốc Ý (những người sống ở Vatican được phép bỏ phiếu bên ngoài các bức tường Leonine).
Trong 59 năm tiếp theo, các Giáo hoàng đã từ chối rời khỏi Vatican để tránh bất kỳ hình thức nào về việc chấp nhận thẩm quyền của chính phủ Ý đối với toàn bộ thành phố Roma. Trong thời kỳ này, các Giáo hoàng cũng từ chối xuất hiện tại Quảng trường Thánh Phêrô hoặc tại ban công của Vương cung thánh đường Vatican đối diện với nó. Các Giáo hoàng ban phép lành Urbi et Orbi từ ban công hướng ra sân trong, hoặc từ bên trong vương cung thánh đường, và lễ đăng quang của Giáo hoàng được tổ chức tại Nhà nguyện Sistine. Giai đoạn này kết thúc vào năm 1929, khi Hiệp ước Lareran được ký kết và tạo ra nhà nước Vatican như ngày nay.

## Luật Bảo đảm
Ngày 13/05/1871, sau khi chiếm Roma được 8 tháng, Vương quốc Ý đã thông qua Luật Bảo đảm của Ý dành cho Giáo hoàng, nhầm nỗ lực để giải quyết vấn đề bằng cách biến Giáo hoàng trở thành thần dân của Vương quốc Ý, chứ không phải là một vị quân chủ độc lập như dưới thời Lãnh địa Giáo hoàng, đồng thời đảm bảo cho Giáo hoàng một số danh dự tương đương như một vị vua, trong đó có quyền cử và tiếp sứ thần.
Các giáo hoàng — Piô IX (qua đời 1878) và những người kế vị là Lêô XIII (trị vì 1878–1903), Piô X (1903–14), Biển Đức XV (1914–22) và Piô XI (từ năm 1922 cho đến khi vấn đề được giải quyết vào năm 1929) — từ chối chấp nhận quyết định đơn phương này từ vua Ý, theo họ, quyết định này có thể bị đảo ngược bởi chính quyền của vị quân chủ đã cấp ra nó, và điều này không đảm bảo rằng các quyết định của Giáo hoàng sẽ nhận được một sự tôn trọng rõ ràng và không bị một thế lực chính trị can thiệp. Họ tuyên bố rằng cần có chủ quyền toàn diện để một chính phủ dân sự không bao giờ cố gắng can thiệp vào việc quản trị của Giáo hội La Mã Hoàn vũ. Do đó, ngay cả sau khi có Luật Bảo đảm, Giáo hoàng Piô IX và 4 đời Giáo hoàng sau đó, bao gồm cả Giáo hoàng Piô XI vẫn quyết định không rời khỏi nơi trú ẩn ở Thành Vatican, để không phải phục tùng thẩm quyền của Nhà nước Ý. Do hậu quả của cuộc khủng hoảng, Giáo hoàng Piô IX đã ra Vạ tuyệt thông cho Vua của Ý.
Tại các vùng nông thôn theo Công giáo ở Ý, Giáo hội và nhà nước Ý đã xung đột mạnh mẽ. Vương quốc Ý mới thống nhất không công nhận tính hợp lệ của các đám cưới được thông qua bởi Giáo hội, trong khi Giáo hội thì cho rằng Vương quốc Ý là một chính thể không hợp pháp, và các đám cưới được công nhận bởi Giáo hội là đủ để chứng minh hợp pháp trước Đức Chúa trời.